# Malick
Malick ist ein Familienname und männlicher Vorname.

## Herkunft und Bedeutung

### Vorname
Für den Vornamen Malick existieren zwei Herleitungen:
- in Westafrika gebräuchliche Variante des arabischen Namens ملك Malik[1]
- alternative Schreibweise des grönländischen Namens Malik[2][3]

### Familienname
Für den Familiennamen Malick existieren verschiedene Herleitungen:
- bengalischer Name মল্লিক Mallik „Besitzer“, „Eigentümer“, „Anführer“, geht auf die arabische Wurzel ملك Malik zurück[4][5]
- Variante von Malik, Übername von urslawisch malъ mal „klein“, „jung“[6][7]
- Variante von Malik, Patronym zu einem Diminutiv slawischer Namen mit dem Element malъ mal „klein“[6][7]

## Namensträger

### Vorname
- Papa Malick Ba (* 1980), senegalesischer Fußballspieler
- Malick Badiane (* 1984), senegalesischer Basketballspieler
- Malick Bauer (* 1991), deutscher Schauspieler
- Malick Bolivard (* 1987), französischer Fußballspieler
- Malick Evouna (* 1992), gabunischer Fußballspieler
- Malick Fofana (* 2005), belgischer Fußballspieler
- Malick Kordel (* 2004), deutscher Basketballspieler
- Malick Lowe, gambischer Politiker
- Malick Mane (* 1988), senegalesischer Fußballspieler
- Malick Mbaye (* 2004), senegalesischer Fußballspieler
- Malick Njie, gambischer Politiker und Mediziner
- Malick N’Diaye (1912–1968), nigrischer Politiker
- Malick Sadelher (* 1965), nigrischer Beamter und Politiker
- Malick Sidibé († 2016), malischer Fotografiekünstler
- Malick Thiaw (* 2001), deutsch-finnischer Fußballspieler
- Malick Yalcouyé (* 2005), ivorischer Fußballspieler

Weiterer Vorname
- Pa Malick Ceesay, gambischer Politiker
- Issa Malick Coulibaly (* 1953), ivorischer Politiker
- Mamour Malick Jagne, gambischer Ökonom und Banker
- Pa Malick Joof (* 1985), gambischer Fußballspieler
- Rohey Malick Lowe (* 1971), gambische Unternehmerin und Politikerin
- Maodo Malick Mbaye (* 1995), senegalesischer Fußballspieler
- Tafsir Malick Ndiaye (1953–2024), senegalesischer Jurist, Richter am Internationalen Seegerichtshofs
- Ahmad Malick Njie, gambischer Politiker
- El Hadji Malick Soumaré (* 1997), senegalesischer Sprinter

### Familienname
- Demba Malick, zentralafrikanischer Fußballspieler
- Fatimatou Abdel Malick (* 1958), mauretanische Bürgermeisterin
- Peter Malick (* 1951), US-amerikanischer Musiker und Produzent
- Terrence Malick (* 1943), US-amerikanischer Drehbuchautor, Regisseur und Filmproduzent
- Wendie Malick (* 1950), US-amerikanische Schauspielerin und Model